# Quittebeuf
Quittebeuf é uma comuna francesa na região administrativa da Normandia, no departamento de Eure. Estende-se por uma área de 13,36 km². Em 2010 a comuna tinha 677 habitantes (densidade: 50,7 hab./km²).